# Uvertura 1812
Uvertura 1812, sau Uvertura solemnă „Anul 1812”, op. 49 (în rusă Увертюра 1812 года), este una dintre compozițiile muzicale ale lui Piotr Ilici Ceaikovski, în Mi bemol major. Compozitorul comemora expediția militară nereușită a Franței împotriva Rusiei. Înfrângerea Franței l-a forțat pe Napoleon I să iasă cu armata lui din teritoriile ruse. Momentul acesta a fost semnificativ în istorie, fiindcă războaiele lui Napoleon au luat o întorsătură, anul 1812 primind o importanță excepțională. Unul dintre fenomenele interesante ale piesei sunt tirurile cu tunuri, posibile numai la concertele organizate în aer liber, unde se folosesc tunuri reale. Premiera compoziției a avut loc în 20 august 1882, sub conducerea dirijorului Ippolit Al’tani, într-o catedrală neterminată, numită Hristos Mântuitorul în Moscova. 

## Structura muzicală
Uvertura 1812 a devenit una dintre cele mai populare piese ale lui Ceaikovski, alături de baletele Frumoasa din pădurea adormită și Lacul Lebedelor. Uvertura 1812 este considerată muzică programatică. Ea începe cu sonoritatea unei rugăciuni, care reamintește de bisericile ruse anunțând declarația de război din partea împăratului Napoleon. Momentul acesta este urmat de o melodie care accentuează succese din trecutul țării. Războiul este imortalizat și în romanul monumental Război și pace de Lev Tolstoi.
Tema introdusă în vocea cornilor prezintă plecarea armatei. Citarea imnului Franței, La Marseillaise, sugerează ocuparea Moscovei, în septembrie 1812. Dansul popular rus sugerează momentul opririi armatei lui Napoleon, iar retragerea ei din Rusia este exprimată prin diminuendo. La sfârșitul conflictului, compozitorul readuce melodia religioasă, interpretată de întreaga orchestră, cu clopotele care sărbătoresc eliberarea Rusiei. Între temele tunurilor și ieșirea Franței din Rusia, Ceaikovski introduce imnul național al Rusiei din vremea aceea, „Domnul să îl păzească pe țar” (în limba rusă: Боже, Царя храни!; transliterat: Boje, Țaria hrani!). Imnul rus este, de fapt, replica la imnul Franței, prezentat la începutul compoziției.
În timpul Uniunii Republicilor Sovietice Socialiste piesa lui Ceaikovski era cenzurată, fiind reformulată pentru concertele publice, prin schimbarea melodiei imnului rus. 
În concertele simfonice, tunurile din Uvertură sunt înlocuite de timpani. 
În anii 1960, orchestrația făcută de Igor Buketoff a introdus corul în uvertura lui Ceaikovski. Introducerea piesei a fost interpretată în cantata de ansamblu, evitând violoncelele și violele din partitură originală. Flautele și cornii englezi au fost completați de corul de copii. 

## Orchestrația
Uvertura 1812 este scrisă pentru orchestră simfonică
Suflători din lemn: 1 piccolo, 2 flaute, 2 oboaie, 1 corn englez, 2 clarinete în si bemol, 2 fagoturi.
Suflători de alamă: 4 corni în fa, 2 corneți în si bemol, 2 trompete, 3 tromboni (2 tenor, 1 bas), 1 tubă.
Percuție: timpani, tobă mare, tobă mică, cinele, trianglu, clopote. Gongul și tam-tam-ul sunt și ele folosite des în orchestrație în cazul concertelor ținute înăuntru. 
Intrumente cu coarde: vioara I și II, viole, violoncele și contrabași.